# Casteide-Doat
Pour les articles homonymes, voir Casteide et Doat.
Casteide-Doat (prononcé [kastɛd dɔat] ; en béarnais Castèida-Doat ou Castèyde-Douat) est une commune française, située dans le département des Pyrénées-Atlantiques en région Nouvelle-Aquitaine.
Le gentilé est Doati-Casteidois.

## Géographie

### Localisation
La commune de Casteide-Doat se trouve dans le département des Pyrénées-Atlantiques, en région Nouvelle-Aquitaine.
Elle se situe par la route à un certain nombre de km de Pau, préfecture du département, et de Morlaàs, bureau centralisateur du canton du Pays de Morlaàs et du Montanérès dont dépend la commune depuis 2015 pour les élections départementales.
La commune fait en outre partie du bassin de vie de Vic-en-Bigorre.
Les communes les plus proches sont :
Sanous (1,3 km), Lamayou (1,6 km), Montaner (3,1 km), Pontiacq-Viellepinte (3,4 km), Castéra-Loubix (3,7 km), Saint-Lézer (3,7 km), Bentayou-Sérée (4,8 km), Maure (4,9 km).
Sur le plan historique et culturel, Casteide-Doat fait partie de la province du Béarn, qui fut également un État et qui présente une unité historique et culturelle à laquelle s’oppose une diversité frappante de paysages au relief tourmenté.

### Communes limitrophes
Les communes limitrophes sont Saint-Lézer, Sanous, Vic-en-Bigorre, Lamayou, Montaner et Pontiacq-Viellepinte.
| Lamayou                                   |               | Vic-en-Bigorre (Hautes-Pyrénées) |
| Pontiacq-Viellepinte (par un quadripoint) | Casteide-Doat | Sanous (Hautes-Pyrénées)         |
|                                           | Montaner      | Saint-Lézer (Hautes-Pyrénées)    |

### Hydrographie

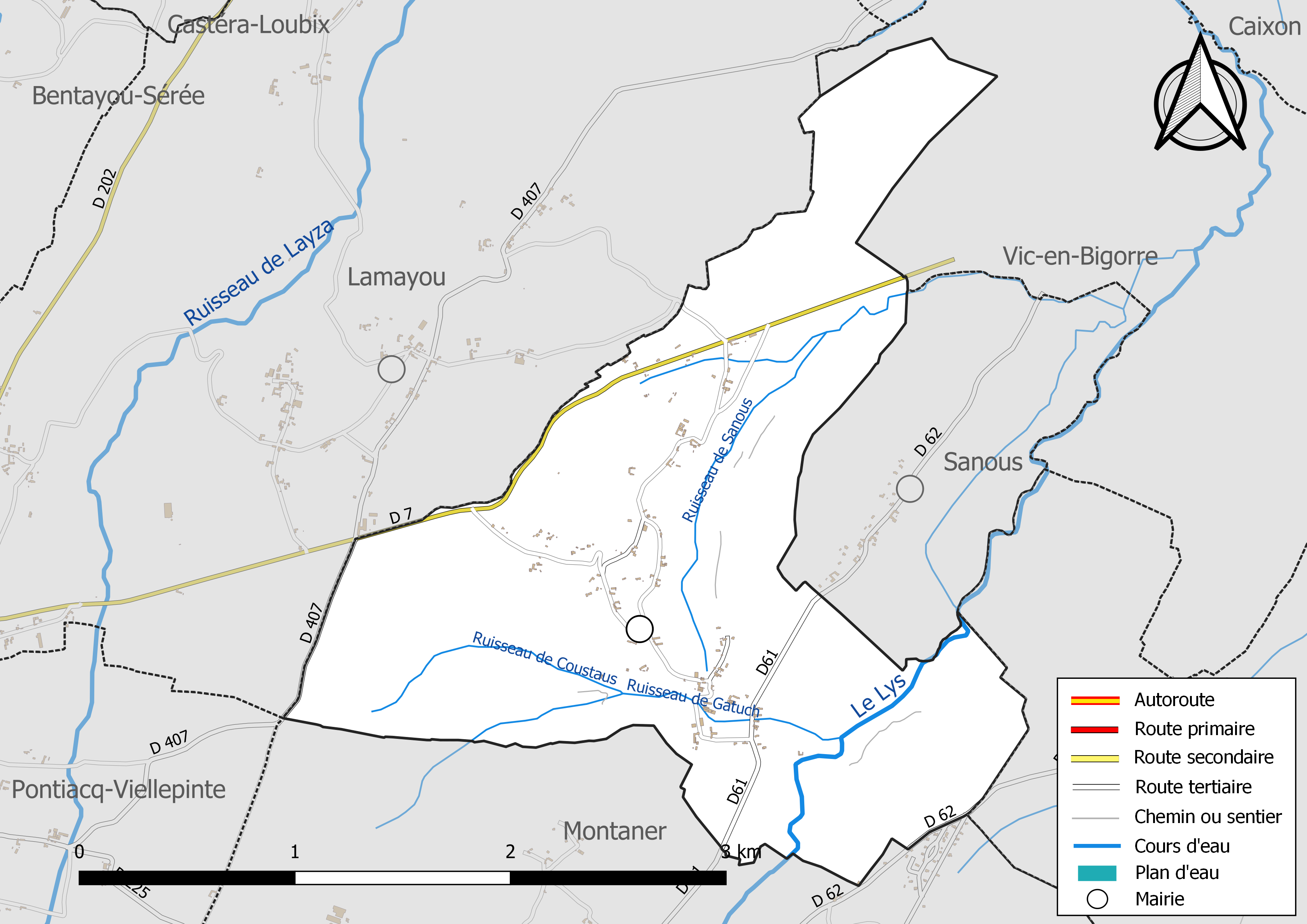
Réseaux hydrographique et routier de Casteide-Doat.

La commune est drainée par le Lys, le ruisseau de Coustaus, le ruisseau de Gatuch, le ruisseau de Sanous, et par divers petits cours d'eau, constituant un réseau hydrographique de 8 km de longueur totale,.
Le Lys, d'une longueur totale de 29,6 km, prend sa source dans la commune de Ger et s'écoule du sud vers le nord. Il traverse la commune et se jette dans l'Échez à Larreule, après avoir traversé dix communes.

### Climat
Pour des articles plus généraux, voir Climat de la Nouvelle-Aquitaine et Climat des Pyrénées-Atlantiques.
Historiquement, la commune est exposée à un climat de montagne.  
En 2020, Météo-France publie une typologie des climats de la France métropolitaine dans laquelle la commune est toujours exposée à un climat de montagne et est dans la région climatique Pyrénées atlantiques, caractérisée par une pluviométrie élevée (>1 200 mm/an) en toutes saisons, des hivers très doux (7,5 °C en plaine) et des vents faibles.
Pour la période 1971-2000, la température annuelle moyenne est de 12,9 °C, avec une amplitude thermique annuelle de 14,5 °C. Le cumul annuel moyen de précipitations est de 1 093 mm, avec 11,1 jours de précipitations en janvier et 8 jours en juillet. Pour la période 1991-2020, la température moyenne annuelle observée sur la station météorologique la plus proche, située sur la commune de Vic-en-Bigorre à 5,47 km à vol d'oiseau, est de 13,1 °C et le cumul annuel moyen de précipitations est de 937,3 mm,. Pour l'avenir, les paramètres climatiques de la commune estimés pour 2050 selon différents scénarios d’émission de gaz à effet de serre sont consultables sur un site dédié publié par Météo-France en novembre 2022.

### Milieux naturels et biodiversité
L’inventaire des zones naturelles d'intérêt écologique, faunistique et floristique (ZNIEFF) a pour objectif de réaliser une couverture des zones les plus intéressantes sur le plan écologique, essentiellement dans la perspective d’améliorer la connaissance du patrimoine naturel national et de fournir aux différents décideurs un outil d’aide à la prise en compte de l’environnement dans l’aménagement du territoire.
Une ZNIEFF de type 1 est recensée sur la commune, : le « réseau hydrographique de l'Echez » (392,15 ha), couvrant 26 communes dont 3 dans les Pyrénées-Atlantiques et 23 dans les Hautes-Pyrénées et une ZNIEFF de type 2,, : le « plateau de Ger et coteaux de l'Ouest tarbais » (6 409,37 ha), couvrant 26 communes dont 6 dans les Pyrénées-Atlantiques et 20 dans les Hautes-Pyrénées.

## Urbanisme

### Typologie
Au 1er janvier 2024, Casteide-Doat est catégorisée commune rurale à habitat très dispersé, selon la nouvelle grille communale de densité à sept niveaux définie par l'Insee en 2022.
Elle est située hors unité urbaine. Par ailleurs la commune fait partie de l'aire d'attraction de Tarbes, dont elle est une commune de la couronne,. Cette aire, qui regroupe 153 communes, est catégorisée dans les aires de 50 000 à moins de 200 000 habitants,.

### Occupation des sols

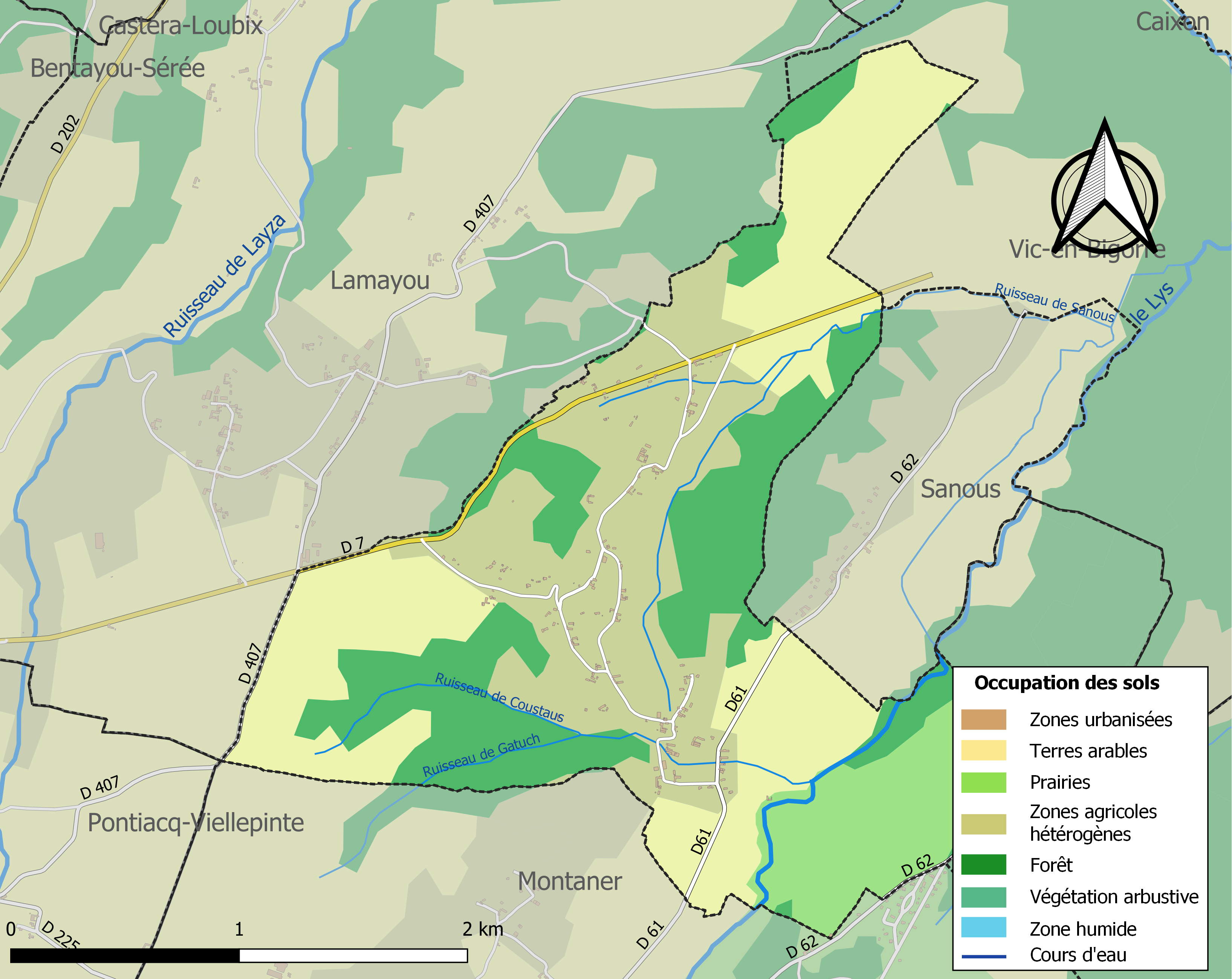
Carte des infrastructures et de l'occupation des sols de la commune en 2018 (CLC).

L'occupation des sols de la commune, telle qu'elle ressort de la base de données européenne d’occupation biophysique des sols Corine Land Cover (CLC), est marquée par l'importance des territoires agricoles (74,5 % en 2018), une proportion identique à celle de 1990 (74,5 %). La répartition détaillée en 2018 est la suivante : terres arables (33,1 %), zones agricoles hétérogènes (29,8 %), forêts (25,5 %), prairies (11,6 %). L'évolution de l’occupation des sols de la commune et de ses infrastructures peut être observée sur les différentes représentations cartographiques du territoire : la carte de Cassini (XVIIIe siècle), la carte d'état-major (1820-1866) et les cartes ou photos aériennes de l'IGN pour la période actuelle (1950 à aujourd'hui).

### Lieux-dits et hameaux
- Casteide-Cazalou ;
- Casteide-Crancq ;
- Casteide-le Barry ;
- Doat-Couloumé.

### Voies de communication et transports
La commune est desservie par les routes départementales 7, 61, 62 et 407.

### Risques majeurs
Le territoire de la commune de Casteide-Doat est vulnérable à différents aléas naturels : météorologiques (tempête, orage, neige, grand froid, canicule ou sécheresse), inondations et séisme (sismicité modérée). Un site publié par le BRGM permet d'évaluer simplement et rapidement les risques d'un bien localisé soit par son adresse soit par le numéro de sa parcelle.
Certaines parties du territoire communal sont susceptibles d’être affectées par le risque d’inondation par une crue à  débordement lent de cours d'eau, notamment le Lys. La commune a été reconnue en état de catastrophe naturelle au titre des dommages causés par les inondations et coulées de boue survenues en 1982, 2009 et 2018,.

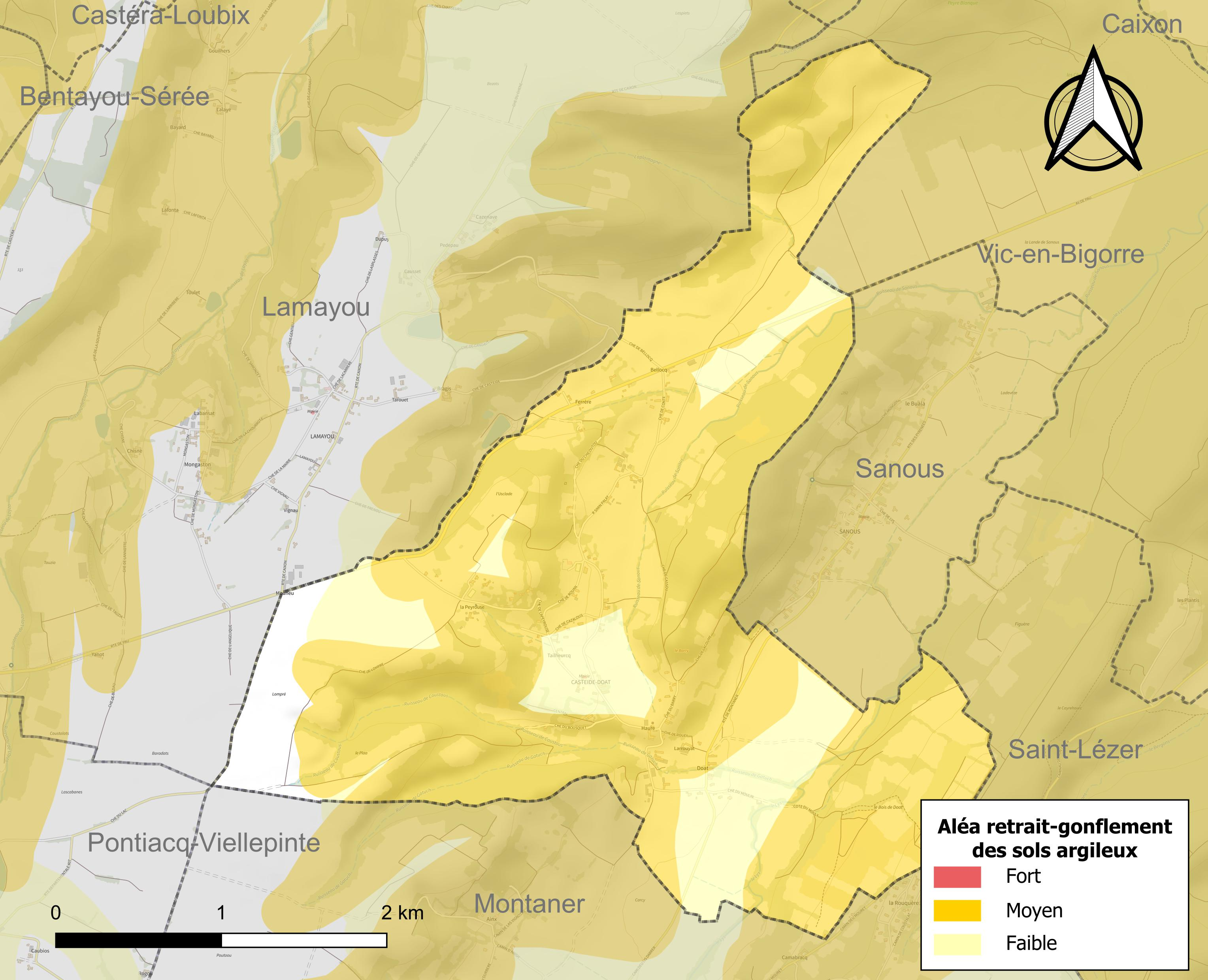
Carte des zones d'aléa retrait-gonflement des sols argileux de Casteide-Doat.

Le retrait-gonflement des sols argileux est susceptible d'engendrer des dommages importants aux bâtiments en cas d’alternance de périodes de sécheresse et de pluie. 81 % de la superficie communale est en aléa moyen ou fort (59 % au niveau départemental et 48,5 % au niveau national). Depuis le 1er octobre 2020, en application de la loi ELAN, différentes contraintes s'imposent aux vendeurs, maîtres d'ouvrages ou constructeurs de biens situés dans une zone classée en aléa moyen ou fort,.
Concernant les mouvements de terrains, la commune a été reconnue en état de catastrophe naturelle au titre des dommages causés par des mouvements de terrain en 2018.

## Toponymie
Le toponyme Casteide-Doat apparaît sous les formes
Castaede de Montaneres (1372, contrats de Luntz),
Castanhede (1385, censier de Béarn),
Castahede (1429, censier de Montaner),
Castaeda et lo terrador aperat de Doat (1429, censier de Bigorre),
Castéyde (1602, réformation de Béarn),
Doat-Castéyde (1727, dénombrement de Castéide) et
Castéide-Doat (1863, dictionnaire topographique Béarn-Pays basque).
Son nom béarnais est Castèida-Doat ou Castèyde-Douat.
Le toponyme Barry est mentionné en 1863 dans le dictionnaire topographique Béarn-Pays basque.

## Histoire
Paul Raymond note qu'en 1385, Casteide-Doat comptait seize feux et dépendait du bailliage de Montaner.

## Politique et administration
| Période                                  | Période  | Identité          | Étiquette | Qualité |
| ---------------------------------------- | -------- | ----------------- | --------- | ------- |
| Les données manquantes sont à compléter. |          |                   |           |         |
| 1995                                     | 2001     | Albert Lanticq    |           |         |
| 2001                                     | 2008     | Jean-Pierre Pouey |           |         |
| 2008                                     | En cours | Bernard Laurens   |           |         |

### Intercommunalité
Casteide-Doat fait partie de quatre structures intercommunales :
- le SIVOM du canton de Montaner ;
- le syndicat d’énergie des Pyrénées-Atlantiques ;
- le syndicat intercommunal à vocation scolaire du Palay ;
- le syndicat intercommunal d’alimentation en eau potable (SIAEP) du Vic-Bilh Montanérès.

## Population et société

### Démographie
L'évolution du nombre d'habitants est connue à travers les recensements de la population effectués dans la commune depuis 1793. Pour les communes de moins de 10 000 habitants, une enquête de recensement portant sur toute la population est réalisée tous les cinq ans, les populations de référence des années intermédiaires étant quant à elles estimées par interpolation ou extrapolation. Pour la commune, le premier recensement exhaustif entrant dans le cadre du nouveau dispositif a été réalisé en 2008.

En 2022, la commune comptait 159 habitants, en évolution de +3,25 % par rapport à 2016 (Pyrénées-Atlantiques : +3,78 %, France hors Mayotte : +2,11 %).
| 1793 | 1800 | 1806 | 1821 | 1831 | 1836 | 1841 | 1846 | 1851 |
| ---- | ---- | ---- | ---- | ---- | ---- | ---- | ---- | ---- |
| 254  | 161  | 247  | 243  | 239  | 253  | 256  | 272  | 293  |

| 1856 | 1861 | 1866 | 1872 | 1876 | 1881 | 1886 | 1891 | 1896 |
| ---- | ---- | ---- | ---- | ---- | ---- | ---- | ---- | ---- |
| 289  | 275  | 263  | 245  | 245  | 258  | 247  | 233  | 230  |

| 1901 | 1906 | 1911 | 1921 | 1926 | 1931 | 1936 | 1946 | 1954 |
| ---- | ---- | ---- | ---- | ---- | ---- | ---- | ---- | ---- |
| 212  | 204  | 191  | 160  | 137  | 143  | 134  | 140  | 146  |

| 1962 | 1968 | 1975 | 1982 | 1990 | 1999 | 2006 | 2008 | 2013 |
| ---- | ---- | ---- | ---- | ---- | ---- | ---- | ---- | ---- |
| 145  | 138  | 131  | 130  | 129  | 131  | 131  | 131  | 145  |

| 2018 | 2022 | - | - | - | - | - | - | - |
| ---- | ---- | - | - | - | - | - | - | - |
| 163  | 159  | - | - | - | - | - | - | - |

## Culture locale et patrimoine

### Patrimoine civil
Au lieu-dit de Casteide Le Barry, les vestiges d'un ensemble fortifié des XIe et XIIe siècles témoignent du passé ancien de la commune.
La commune présente un ensemble de fermes du XIXe siècle.

### Patrimoine religieux
L'église Saint-Laurent, à Castéide, d'origine médiévale, fut agrandie au XVIIIe siècle et restaurée en 1876. À Doat, l'église de l'Assomption-de la-Bienheureuse-Vierge-Marie date, quant à elle, partiellement du XVe siècle. Ces deux églises recèlent du mobilier,, un tableau, des statues et des objets, inscrits à l'inventaire général du patrimoine culturel.

## Équipements
La commune compte un terrain de tennis et une salle des fêtes entièrement équipée construite en 2009.

## Personnalités liées à la commune
- Simin Palay, né en 1874 à Casteide-Doat et décédé en 1965 à Gelos, est un poète et philologue français d'expression béarnaise.